# Національна спілка архітекторів України
Націона́льна спі́лка архіте́кторів Украї́ни (НСАУ) — громадська творча організація в Україні. Об'єднує архітекторів та інших фахівців, діяльність яких пов'язана з архітектурою.

## Історія
Вперше Спілка як самостійна організація визначилася 1918 року і називалася вона «Товариство українських архітекторів» (ТУА). Очолив її відомий український архітектор Дмитро Михайлович Дяченко. До 1933 р. в Україні діяли розрізнені творчі об'єднання архітекторів у Харкові, Києві, Одесі та інших містах.
Офіційно створення Спілки архітекторів СРСР задекларовано 1933 р. Тоді ж у Харкові був створений оргкомітет, який спрямував свої зусилля на підготовку до скликання Першого з'їзду українських архітекторів і об'єднання фахівців-архітекторів у республіканську творчу організацію, яка була створена на цьому з'їзді в Києві в червні 1937 р. Спілка архітекторів України (тоді Української РСР) стала складовим підрозділом Спілки архітекторів СРСР.
Першим головою правління САУ було обрано архітектора Григорія Володимировича Головка, який переобирався ще на чотирьох наступних з'їздах і керував Спілкою до 1975 р., коли на черговому з'їзді головою правління було обрано Ігоря Микитовича Сєдака, який керував Спілкою протягом п'ятнадцяти років.
Від 1952 року спільно з Державним комітетом у справах будівництва при Раді Міністрів УРСР видавала журнал «Строительство и архитектура». У 1937, 1955, 1960 роках відбувались з'їзди спілки. Усього за цей період відбулося вісім з'їздів Спілки архітекторів. Станом на 1 січня 1965 об'єднувала 1503 члени.
1993 року на конгресі Міжнародної спілки архітекторів (МСА) в Чикаго Спілку архітекторів України прийнято до членів МСА, яка об'єднує творчі спілки архітекторів 106 країн світу.
Ухвалою Кабінету Міністрів України від 8 жовтня 1998 року Спілці архітекторів України надано статус національної.
Постановами Кабінету Міністрів України № 1058 (10.07.1998 р.) і № 1832 (13.12.2000 р.) Спілці були передані у власність будинки архітекторів у Києві (загальнореспубліканського значення), Харкові, Дніпропетровську, Одесі, Черкасах, Запоріжжі та у довічне безоплатне користування у Вінниці, Львові, Тернополі, Сімферополі, Севастополі, Кривому Розі.
1995 року архітектурна громадськість України отримала своє професійне свято «День архітектури України», яке встановлено Указом Президента України № 456/95 від 17 червня 1995 р. і відзначається 1 липня. Встановлення цього свята свідчить про визнання на державному рівні значення архітектури в житті суспільства і її впливу на його культуру.
У період 1990—2011 рр. Спілкою керував Ігор Петрович Шпара, професор, народний архітектор України, дійсний член Академії мистецтв України.
Рішенням XVII з'їзду Національної спілки архітекторів України від 2 грудня 2011 р. президентом НСАУ обрано заслуженого архітектора України, лауреата Державних премій України (1995 р., 2009 р.), дійсного члена Української академії архітектури, віце-президента НСАУ з 2003 р. Володимира Миколайовича Гусакова, а віце-президенткою — лауреатку Державної премії України (2006 р.), доктора архітектури Олена Павлівна Олійник.

## Регіональні організації НСАУ
Серед творчих спілок України Спілка архітекторів є однією з найчисленніших. Сьогодні в її складі налічується 3195 членів (на 15.04.2011). У її структурі 29 (25 обласних в усіх областях України, в тому числі Кримська Республіканська організація, а також 4 міських: Криворізька, Севастопольська, Ялтинська, Маріупольська) осередків, які охоплюють велику кількість первинних осередків у проектних та науково-дослідних інститутах, творчих майстернях, державних органах архітектури. Чисельний склад місцевих осередків такий: Київський — 1012, Харківський — 338, Дніпропетровський — 194, Львівський — 210, Одеський — 163, Донецький — 81, Кримський — 174, інші осередки налічують від 22 і більше членів Спілки.
1. Вінницька обласна організація НСАУ
2. Волинська обласна організація НСАУ
3. Дніпропетровська обласна організація НСАУ
4. Донецька обласна організація НСАУ
5. Житомирська обласна організація НСАУ
6. Закарпатська обласна організація НСАУ
7. Запорізька обласна організація НСАУ
8. Івано-Франківська обласна організація НСАУ
9. Київська міська організація НСАУ
10. Київська обласна організація НСАУ
11. Кіровоградська обласна організація НСАУ
12. Криворізька міська організація НСАУ
13. Кримська республіканська організація НСАУ
14. Луганська обласна організація НСАУ
15. Львівська обласна організація НСАУ
16. Маріупольська міська організація НСАУ
17. Миколаївська обласна організація НСАУ
18. Одеська обласна організація НСАУ
19. Полтавська обласна організація НСАУ
20. Рівненська обласна організація НСАУ
21. Севастопольська міська організація НСАУ
22. Сумська обласна організація НСАУ
23. Тернопільська обласна організація НСАУ
24. Харківська обласна організація НСАУ
25. Херсонська обласна організація НСАУ
26. Хмельницька обласна організація НСАУ
27. Черкаська обласна організація НСАУ
28. Чернігівська обласна організація НСАУ
29. Чернівецька обласна організація НСАУ
30. Ялтинська міська організація НСАУ

## Розташування
Національна спілка архітекторів України розташована за адресою: вул. Бориса Грінченка, 7.